# Laodamia
Laodamia (in greco antico: Λαοδάμεια?, Laodámeia) è un personaggio della mitologia greca. Fu una principessa di Iolco.

## Genealogia
Figlia di Acasto e (probabilmente) di Astidamia, sposò Protesilao.
Non risulta che fossero nati figli dal matrimonio.

## Mitologia
Subito dopo il matrimonio, il marito partì per la guerra di Troia e quando la flotta greca rimase bloccata ad Aulide nell'attesa dei venti favorevoli, Laodamia gli scrisse una lettera in cui lo metteva in guardia dai nemici troiani ed in particolar modo da Ettore.
(Ovidio, Eroidi XIII, versi 63-68.)
Laodamia, venuta a conoscenza della morte del marito in battaglia, supplicò gli dei di poterlo rivedere un'ultima volta, così gli dei incaricarono Ermes di farlo risalire dall'Ade affinché potesse stare tre ore con la moglie e, passato quel tempo, di farlo ritornare nell'Ade. 

Allo scadere delle tre ore, Laodamia non resse al dolore di perderlo per sempre e così fece fare una statua di bronzo (o di cera) ad immagine del marito e la mise nella camera nuziale per dedicargli i riti sacri.
Un giorno, un servo che le portava della frutta da offrire alla statua, sbirciò attraverso una fessura e la vide intenta ad abbracciare e baciare la statua del marito e pensando che stesse con un amante, andò a riferirlo ad Acasto (il padre di lei) che si precipitò nella camera e vide l'effigie di Protesilao. Così, e con l'intento di far cessare le sofferenze della figlia, lui ordinò d’innalzare una pira e di bruciarvi sopra la statua ma Laodamia, non reggendo al dolore, vi si gettò sopra e fu arsa viva.
Secondo Pausania, i Canti Ciprii chiamavano Polidora la moglie di Protesilao.

## La figura di Laodamia nell'arte e nella letteratura moderna
- Protesilao e Laodamia - tragedia di Stanisław Wyspiański.